# Район Акі (Хіросіма)

34°23′07″ пн. ш. 132°27′19″ сх. д. / 34.38528° пн. ш. 132.45528° сх. д.
Райо́н А́кі (яп. 安芸区, あきく, МФА: [akʲi̥ ku̥], «Акійський район») — район міста Хіросіма префектури Хіросіма в Японії. Станом на 1 жовтня 2007 площа району становила 94,01 км². Станом на 1 червня 2011 населення району становило 79 092 осіб.

## Символи району
Емблема Акі — стилізоване зображення знаку японської силабічної абетки ア (а), складової назви району, під виглядом птаха, що летить. На фоні птаха розташовано гори та море у формі овалу. Емблема символізує стрімкий розвиток Акі.
Прапор Акі — полотнище білого кольору, сторони якого співвідносяться як 2 до 3. В центрі полотнища розміщена емблема району синього кольору. Синя і біла барви символізують «природу» і «мир».

## Загальні відомості
Район Акі знаходиться у південно-східній частині Хіросіми. Його було сформовано у 1980 році на основі містечок Сеноґава, Фунакосі, Яно та села Куманоато повіту Акі, у зв'язку з приєднанням їх до Хіросіми і набуттям останньою статусу міста державного значення. Назва району походить від історичного повіту Акі.
Західні області Акі мають вихід до Внутрішнього Японського моря. Вони відділені містечком Кайта від решти східних гористих місцевостей району.
У східному окрузі Сеноґава пролягає головна лінія Санйо залізниці JR та державний автошлях № 2. Тут знаходяться заводи харчової промисловості. Чимало приватних будинків і новітніх багатоповерхівок оточені рисовими полями та городами.
Південно-східна частина району є розвиненим сільськогосподарським регіоном.
Центрально-західні області Фунакосі та Яно району Акі є найбільш заселеними. Вони віддані під житлові масиви і заводи.
В цілому, Акі відіграє роль «спального району» Хіросіми.